# Monte Gharat
Monte Gharat o el Monte Garet es el pico más alto de la isla volcánica de Gaua en las Islas Banks ubicadas en el norte de Vanuatu. El pico está situado en el centro de la isla, es volcánicamente activo y está rodeado por el lago Letas en todos los lados excepto suroeste. Alcanza una altura de 797 metros, y está clasificado como Estratovolcán.